# Лесно Брдо (Хорюл)
Лесно Брдо (словен. Lesno Brdo) — поселення в общині Хорюл, Осреднєсловенський регіон, Словенія. Висота над рівнем моря: 335,5 м.